# Sundsjöåsen
Sundsjöåsen är ett naturreservat i Sundsvalls kommun i Västernorrlands län.
Området är naturskyddat sedan 1985 och är 417 hektar stort. Reservatet omfattar en höjd och nordostsluttning mot Indalsälvens södra strand. Reservatet består mest av gammal granskog, men i väster finns några småtjärnar och myrmark.
Det finns bra vandringsleder i Sundsjöåsens naturreservat. Man kan till exempel följa den del av den gamla "fäbodstigen" som går från Nilsbölebodarna till raststugan. Det är stor höjdskillnad mellan toppen av Sundsjöåsen och Indalsälven, 430 meter, och att gå den sträckan kan vara krävande.
En bit från toppen finns sjön Svarttjärn, där den sällsynta långskägglaven växer. Den är lång, 0,5-1 meter, och grågrön och den växer bara där det är riktigt gammal granskog. Det finns inte mycket kvar av långskägglaven i Europa. Dess nuvarande utbredningsområde är södra Norge och mellersta Sverige. I Sverige förekommer den mest i Medelpad och Ångermanland och där är dess största utbredning i Kramfors kommun.